# Biesiekierz (gemeente)
De gemeente Biesiekierz is een landgemeente in Polen. Aangrenzende gemeenten:
- Koszalin (powiat Grodzki)
- Będzino en Świeszyno (powiat Koszaliński)
- Białogard en Karlino (powiat Białogardzki)

De zetel van de gemeente is in dorp Biesiekierz.
De gemeente beslaat 7,0% van de totale oppervlakte van de powiat.

## Demografie
Stand op 30 juni 2004:
| Omschrijving                   | Totaal | Totaal | Vrouwen | Vrouwen | Mannen | Mannen |
| ------------------------------ | ------ | ------ | ------- | ------- | ------ | ------ |
| eenheid                        | aantal | %      | aantal  | %       | aantal | %      |
| inwoners                       | 5183   | 100    | 2606    | 50,3    | 2577   | 49,7   |
| bevolkingsdichtheid (inw./km²) | 44,3   | 44,3   | 22,3    | 22,3    | 22,1   | 22,1   |

De gemeente heeft 8,1% van het aantal inwoners van de powiat. In 2002 bedroeg het gemiddelde inkomen per inwoner 1764,24 zł.

## Plaatsen
- Biesiekierz (Duits: Biziker, dorp)

Administratieve plaatsen (sołectwo) van de gemeente Biesiekierz:
- Gniazdowo, Kraśnik Koszaliński, Laski Koszalińskie, Nowe Bielice, Parnowo, Parsowo, Stare Bielice, Świemino en Warnino.

Zonder de status sołectwo : Cieszyn, Kotłowo, Nosowo, Parnówko, Rutkowo, Starki, Tatów, Witolubie.